# José I de Constantinopla
José I Galesiota (en griego: Ἰωσὴφ Α´ Γαλησιώτης; ? – 23 de marzo de 1283) fue un monje bizantino que ejerció dos veces como patriarca de Constantinopla, de 1266 a 1275 y de 1282 hasta poco antes de su muerte en 1283.  Es conocido como opositor a los planes del emperador Miguel VIII Paleólogo para unir la Iglesia ortodoxa con la Iglesia católica, por lo que los ortodoxos lo consideran confesor de la fe.

## Biografía
Tras estar ocho años casado se hizo monje. Ejerció de lector (anagnostes) de 1222 a 1254, y en 1259/60 se convirtió en abad del monasterio Lazaros del Monte Galesio. José llegó a ser confesor del emperador Miguel VIII Paleólogo (r. 1259–82). En esta capacidad,  esté enviado 1264 por Miguel ante el patriarca Arsenio Autoriano para que procurase que éste le levantara al emperador la excomunión por haber cegado al joven Juan IV Láscaris (r. 1258–61), algo que lo incapacitaba para asumir la dignidad imperial. Pero Arsenio no transigió y finalmente Miguel lo depuso y, el 28 de diciembre de 1266, nombró patriarca a José. Este pronto emitió un perdón al emperador, lo que enfureció a los seguidores de su predecesor y exacerbó al llamado "cisma arsenita".
En 1272 José ofició en la coronación de Andrónico II Paleólogo como coemperador, pero pronto se enemistó con Miguel VIII porque este planeaba unificar la Iglesia ortodoxa con la Iglesia católica. Para Miguel, en jaque por las ambiciones de Carlos de Anjou, la unión era el único instrumento para impedir en su imperio una agresión a gran escala de las potencias occidentales, pero el clero bizantino y casi todo el pueblo se oponía a las concesiones que se hicieron al papado en asuntos de doctrina y respecto a la primacía papal. En 1273, José juró no aceptar la unión bajo los términos impuestos por el papa, y a principios de 1274, cuando la delegación bizantina se preparaba para viajar a Italia y efectuar la unión, abandonó sus deberes oficiales y se retiró al monasterio de Peribleptos.
José dimitió el 9 de enero de 1275. Se retiró al monasterio de Anaplus y posteriormente a la ciudad de Quele en la costa del Mar Negro, antes de regresar a Constantinopla en el verano de 1280, al monasterio de Cosmidio. Tras la muerte de Miguel VIII en 1282, Andrónico II revirtió las políticas eclesiásticas de su padre, deponiendo al pro-unionista Juan XI Beco y restituyendo a José como patriarca el 31 de diciembre de 1282. Sin embargo, la frágil salud de José lo forzó a dimitir poco antes de su muerte el 23 de marzo de 1283.
Debido a su firme postura anti-unionista, fue declarado confesor por su sucesor Gregorio II. Posteriormente se lo canonizó, y su fiesta es el 30 de octubre.